# Horácký zimní stadion
Das Horácký zimní stadion war eine Eissporthalle in der tschechischen Stadt Jihlava. Das 1956 eröffnete Stadion mit einem Fassungsvermögen von 7.500 Zuschauern war bis 2022 die Heimspielstätte des Eishockeyclubs HC Dukla Jihlava. Die Halle bot 1.731 Sitz- und 5.769 Stehplätze, die Eisfläche maß 58 × 28 Meter. Der Name leitet sich von der Region Horácko ab, Teil der Region Hochland.

## Geschichte

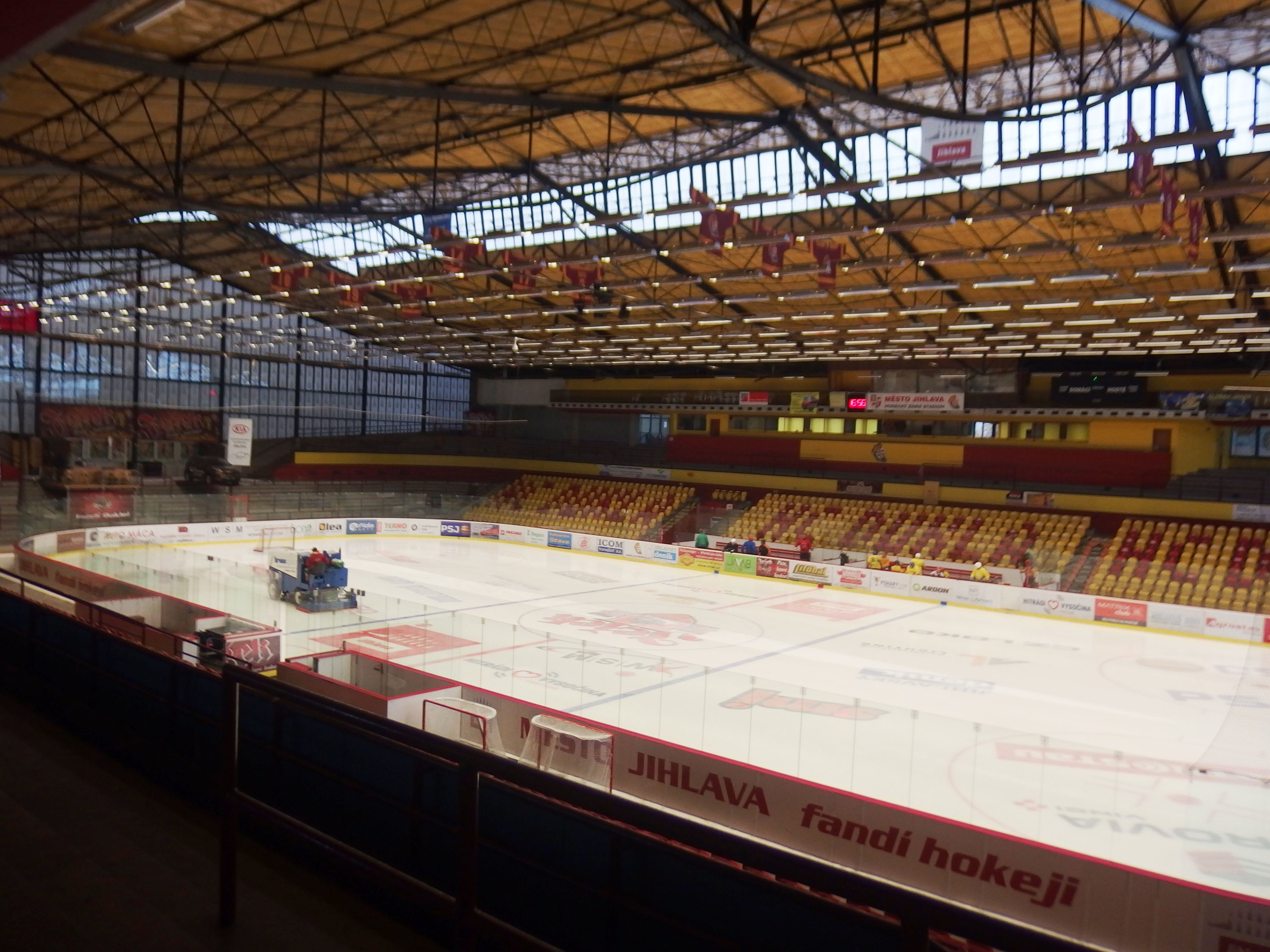
Der Innenraum des Horácký zimní stadion

Durch den Umzug der Eishockeymannschaft von Dukla Olomouc nach Jihlava Mitte der 1950er Jahre wurde dort der Neubau eines Eisstadions notwendig. In zentraler Lage entstand von September 1954 bis Ende 1955 das Horácký zimní stadion, das dem HC Dukla Jihlava als Heimspielstätte dientr. Es wurde 1967 überdacht und 1989 modernisiert, so dass jetzt auch Konzertveranstaltungen möglich waren.
Zu einem tragischen Ereignis kam es am 30. November 1965. Das Interesse an der Begegnung Dukla Jihlava gegen Slovan Bratislava war so groß, dass 2.000 Menschen vor den Toren blieben. Kurz vor Beginn des Spiels drängte ein Teil der Menschenmenge ins Stadioninnere, wobei zwei Menschen erdrückt wurden.
Inzwischen genügt der über 50 Jahre alte Bau nicht mehr den Anforderungen an ein modernes Stadion und sollte bis spätestens 2011 grundlegend umgebaut werden, im Dezember 2007 wurden dazu in einer Studie diverse Varianten vorgestellt, deren Realisierung jedoch zurückgestellt wurde. Um den Sicherheitsanforderungen in der alten Halle weiterhin gerecht zu werden, wurden laufend Instandhaltungsmaßnahmen durchgeführt.
Im Herbst 2019 wurden Pläne zum Neubau einer multifunktionalen Arena diskutiert, die auch ein Casino enthalten sollte. Am 10. Juni 2020 wurde das Design eines neuen multifunktionalen Stadions vorgestellt, das auf dem Gelände des bestehenden gebaut werden sollte. Der Baubeginn war für Ende 2021 geplant, verzögerte sich jedoch. Im April 2022 fand das letzte Eishockeyspiel von Dukla Jihlava im Stadion statt, da die Statik der Dachkonstruktion nicht mehr den Anforderungen entsprach. Im Juli 2023 begann der Abriss des alten Stadions und anschließend der Bau der Multifunktionsarena Horácká aréna.